# Koen De Koker
Koen De Koker (Sint-Joost-ten-Node, 26 december 1969) is een Belgisch voormalig professioneel wielrenner. Hij liep een halfjaar stage bij Team Deutsche Telekom. Dit liep echter op niks uit, waarna hij enkele seizoenen bij kleinere Belgische ploegen koerste. De Koker behaalde geen enkele professionele overwinning.
Toch verwierf Koen De Koker enige bekendheid. Hij reisde door het peloton met de bijnaam De zingende coureur. Voor of na de kermiskoersen waaraan hij deelnam, zong hij vaak op het podium enkele liedjes. Hij nam zelfs enkele cd-singletjes op, waarvan Luik-Bastenaken-Luik (een cover van een lied van Willem van de Graaf) het bekendste is.
De Koker nam ook deel aan de Ronde van Burkina Faso, waar hij op de onverharde wegen een lelijke val maakte.
Hij ondernam in 1996 zelfs een poging om het werelduurrecord aan te vallen, maar hij kreeg na 36 kilometer een lekke band. 
Als acteur speelde hij een rol in de wielerfilm Le Vélo de Ghislain Lambert.
Na zijn wielercarrière baatte hij een floating-, massage- en wellnesscenter uit.
Ook in de politiek haalde Koen De Koker de media, als kandidaat voor de gemeenteraadsverkiezingen voor de partij Vivant.

## Discografie (cd-singles)
- Vakantie mijn lief
- Luik - Bastenaken - Luik
- Putte - Kapellen
- Tour de France